# ČSD-Baureihe E 458.1
Die ČSD-Baureihe E 458.1 (ab 1988: Baureihe 111) sind elektrische Rangierlokomotiven der ehemaligen Tschechoslowakischen Staatsbahn (ČSD). Die Lokomotiven sind eine Weiterentwicklung der Vorgängerbauart E 458.0 für das 3-kV-Gleichstromsystem im Norden und Osten der ehemaligen Tschechoslowakei.
Erstmals wurde bei einer Lokomotive der ČSD eine Thyristorsteuerung zur stufenlosen Zugkraft- und Geschwindigkeitsregelung realisiert. Das ist auch der Hauptunterschied der Lokomotiven zur Vorgängerbauart, die mit klassischer Widerstandssteuerung ausgerüstet ist. Es verringerten sich durch die Thyristorsteuerung viele Schaltvorgänge, und dadurch sank auch der Energieverbrauch bei niedrigen Geschwindigkeiten. Die Prototyplokomotive E 457 0001 besaß noch eine Gesamtmasse von 67 t. Bei den 35 Serienmaschinen wurde dies durch ein Ballastgewicht auf 72 t gesteigert, was eine Umbezeichnung der Lokomotiven in E 458.1 zur Folge hatte.
Insgesamt wurden 35 Serienlokomotiven hergestellt. Sie gelangten alle zur ČD und sind noch im Einsatz. Der Prototyp E 457 0001 wurde in den 1990er Jahren abgestellt und mittlerweile verschrottet.

## Konstruktiver Aufbau

### Mechanischer Aufbau
In der Grundkonzeption wurde der Fahrzeugaufbau der Vorgängerbaureihen E 458.0 und S 458.0 übernommen, um eine Standardisierung und Austauschbarkeit der Baugruppen zu gewährleisten. Der Lokführerstand wurde mittig zwischen zwei halbhohen Vorbauten angeordnet, um dem Triebfahrzeugführer nach beiden Fahrtrichtungen gute Sichtverhältnisse zu ermöglichen. Dazu tragen auch die nach allen Seiten reichenden großen Fenster bei. Die Fahrpulte sind diagonal im Lokführerstand angeordnet und weitgehend identisch. Auf dem Dach des Führerstandes befindet sich der Einholmstromabnehmer. Die Lokomotive verfügt über vier Fahrmotoren von je 153 kW, diese treiben über einen einseitigen, geradverzahnten Tatzlager-Antrieb die Radsätze an.
An den Seitenflächen der Vorbauten gibt es zahlreiche Lüftungsöffnungen in unterschiedlichen Größen. Die Bremsausrüstung besteht aus der indirekt wirkenden Druckluftbremse DAKO LTR, einer direkten Bremse als Lok- bzw. Zusatzbremse und einer Handbremse. Solange die Automatische Geschwindigkeitsregelung nicht eingeschaltet ist, wirkt die Bremse wie die einer Streckenlokomotive.

### Elektrischer Aufbau
Von den vier Fahrmotoren sind jeweils die zwei in einem Drehgestell dauernd in Reihe geschaltet. Jede dieser Motorgruppen wird über einen eigenen Pulswandler mit den betreffenden Stromkreisen angesteuert.
Der Thyristor-Hauptzweigstromkreis besteht dabei aus acht hintereinander- und zwei nebeneinandergeschalteten Thyristoren. Dieser Stromkreis besitzt einen Strommittelwert von 250 A und eine Nenn- bzw. Blockierspannung von 1200 V. Der Thyristor-Stromkommutierungszweig wird von acht Thyristoren geschaltet, die in Serie angeordnet sind. Alle Thyristor-Stromkreise besitzen eine gegenläufige Schutzdiode. Für die Haupt- und Wende-Thyristoren gewährleistet der Kommutierungsschutz die statische bzw. dynamische Spannungsteilung. Dieses neue System der Strom- und Spannungsregelung ermöglicht eine Stromerhöhung der Anfahrströme auf 300 A gegenüber den bisherigen 275 A.
Auch bei ungünstigen Bedingungen ist die Kommutierungsfähigkeit des Pulswandlers noch um ca. 30 % höher. Die Fahrmotoren weisen bei Höchstdrehzahl noch eine sehr gute Kommutierungsfähigkeit auf.

### Steuerungsvorgänge
Die Lokomotive besitzt drei Möglichkeiten der Steuerung; eine Handsteuerung, eine Automatische Geschwindigkeitsregelung und eine Funkfernsteuerung. Das Einstellen der jeweils gewählten Steuerung geschieht über den Steuerungswahlschalter.
Bei der Handsteuerung wird zuerst die gewünschte Fahrtrichtung eingestellt. Danach wird der Pulswandler durch die Eingabe des geforderten Stromwertes bei den Fahrmotoren in Tätigkeit gesetzt. Dieser Stromwert bleibt beim Loslassen des Handgriffes erhalten und kann erst durch eine Änderung des Handgriffes korrigiert werden.
Bei der Automatische Geschwindigkeitsregelung stellt der Lokführer nach der gewünschten Fahrtrichtung die Zielgeschwindigkeit und die dahin gewünschte Beschleunigung ein. Sobald die eingegebene Geschwindigkeit erreicht ist, übernimmt das Steuergerät alle weiteren Handlungen, wobei je nach Streckensituation die erforderlichen Ströme sowie Signale für das Bremsen gegeben werden.
Bei Funkfernsteuerung werden die Fahrtrichtungen und die Fahrtgeschwindigkeit per Funksignale übertragen. Das Einstellen der Geschwindigkeit erfolgt dabei in 32 Stufen bis zu einer Geschwindigkeit von 40 km/h. Beim Eintreten einer Störung wird vom System sofort eine Bremsung eingeleitet.
Alle übrigen Steuerungsfunktionen wie das Ein- und Ausschalten der Hilfsbetriebe, der Heizung und der Signalbeleuchtung werden in gewohnter Weise durchgeführt.

## Galerie

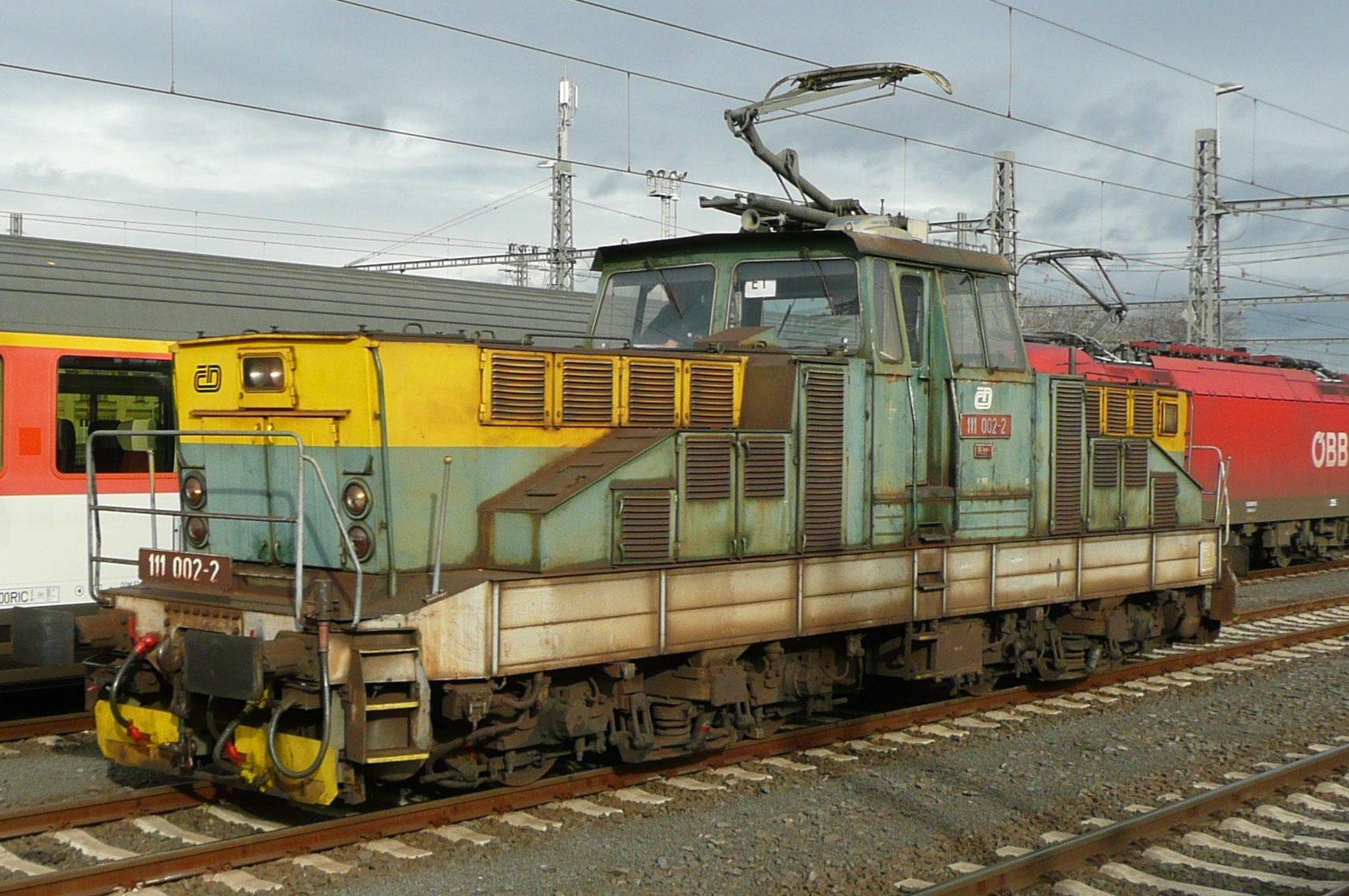
111 002 im Anstrich der 1980er Jahre, 2010 in Praha hl. n.